# Корженевская, Евгения Сергеевна
Корженевская, Евгения Сергеевна, урождённая Топорнина, (около 1882 — 5 февраля 1969) — русская путешественница и географ. Вместе с мужем Николаем Корженевским совершила длительные научные экспедиции по горным районам Центральной Азии — Памиру и Тянь-Шаню с целью изучения географии, геоморфологии и гляциологии гор. Собирала, систематизировала и обрабатывала результаты научных исследований, с 1905 являясь многие годы бессменной спутницей и помощницей мужа. В 1910 Николай Корженевский назвал открытый им на Памире горный пик именем жены.
Получила в семье прекрасное воспитание и образование, о чём очень заботился её отец. Хорошо владела немецким и французским языками.

## Ранние годы. Семья
Будущий отец Евгении, русский дворянин штабс-капитан Сергей Андреевич Топорнин прибыл в селение Ош в 1876 из города Оренбурга. Был назначен первым начальником Ошского гарнизона.
По воспоминаниям родственников, Сергей Андреевич был прекрасным семьянином, обходительным и добродушным человеком. Сергей Андреевич очень любил детей. Вместе с женой Лидией Эрнестовной он вырастил и воспитал пятерых дочерей и двух сыновей.
Сергей Топорнин построил для семьи на Скобелевской улице у спуска к Акбуринскому мосту большой одноэтажный дом с надворными постройками.
Его жена, мать Евгении, Лидия Эрнестовна, работала педагогом в школе.
Старшая сестра Евгении — Софья — вышла замуж за рано овдовевшего командира 10-го Туркестанского батальона Павла Рябова, имела от него двоих детей, преподавала в школе в Оше немецкий и французский языки. Позднее уехала в Москву, где заведовала кафедрой в Московском педагогическом институте.
Брат Дмитрий окончил в 1911 Николаевскую Артиллерийскую академию в Санкт-Петербурге и получил право преподавать во всех военных учебных заведениях Российской империи. Отдал военной науке почти 60 лет жизни. Разработал и обосновал эффективный способ артиллерийского огня с применением особых таблиц. Его система артогня была успешно применена на фронтах Первой мировой войны и получила высокую оценку в военных кругах.
7 ноября 1917 года полковник Дмитрий Топорнин в Петрограде невольно стал свидетелем взятия вооруженными отрядами большевиков Зимнего дворца. Он наблюдал за событиями из окон Генерального штаба на Дворцовой площади.
Дмитрий Сергеевич страстно любил горы и дважды, в 1911 и 1914, как и сестра Евгения, самостоятельно провёл экспедиции, исследуя природу и недра Памира. Здесь он обследовал старинные горные разработки знаменитого памирского лазурита. Из второй поездки Дмитрий Сергеевич привёз в Ташкент двух подростков из бедных таджикских семей, устроил их учиться и помогал им материально. Один из этих подростков, Шотемору Шириншо, позже избран Вторым секретарем ЦК КП Таджикистана.
В 1901 Сергей Андреевич Топорнин — полковник, командир 10-го Туркестанского стрелкового батальона в пограничном гарнизоне городка Ош в Туркестанском крае Российской империи.
Отец Евгении Корженевской Сергей Андреевич Топорнин скончался в Ташкенте в возрасте 63 лет и похоронен на Старом кладбище, которое носит имя Боткина, в семейном склепе близ православной церкви.

## Знакомство с Николаем Корженевским и замужество
Как и старшая сестра, до замужества Евгения преподавала немецкий и французский языки в школах и гимназии города Ош.
Здесь 24-летняя Евгения встретила и познакомилась с офицером русской армии, выпускником Киевского военного училища, потомственным белорусским дворянином Николаем Корженевским. Он увлёкся дочерью своего командира, Евгения отвечала ему взаимностью. Николай Корженевский просил у Сергея Андреевича Топорнина руки его дочери. Отец не возражал, дочь с радостью приняла предложение молодого человека. Евгения и Николай стали готовиться к венчанию и свадьбе.

## Замужество. Путешественники Корженевские
В 1905 с благословения отца в возрасте 24 лет вышла замуж за Николая Корженевского, приняв его фамилию. Тогда же впервые отправилась с мужем в свою первую экспедицию в горы Памира. Вместе с мужем открыла ранее неизвестный науке и российским военным горный перевал в Алайскую долину, нанесенный на карту под названием Кальтабоз. В дальнейшем вместе с мужем участвовала в полевых экспедиционных исследованиях гор Памира и Тянь-Шаня, разделяя все тяготы походной жизни. Отец, Сергей Топорнин, не препятствовал увлечению супругов Николая и Евгении Корженевских и безвозмездно выделял финансовые средства на путешествия и научные исследования дочери и её мужа.

## Поездка в Европу
В 1909 Евгения и Николай Корженевские совершают путешествие по Европе. Вначале супруги посетили Швейцарию, чтобы ознакомиться с альпийскими «классическими ледниками». После величественных гор, рек, ущелий и ледников Центральной Азии небольшие и легкодоступные ледники Бернских Альп не произвели на Николая Корженевского должного впечатления. «Что это за ледник, на который можно подъехать в коляске [запряженной лошадьми] ?!» — вспоминала ироническое замечание мужа Евгения Сергеевна.
Затем Корженевские посетили Италию, где побывали в городах Генуя, Рим, Неаполь и других. Евгения вместе с мужем совершила восхождение к кратеру вулкана Везувий, который извергался всего три года назад, в 1906. Исследователям было необычайно интересно увидеть свежие следы вулканического извержения.

## Продолжение экспедиционных исследований в Центральной Азии
По возвращении в Туркестанский край супруги Корженевские продолжили экспедиционные исследования гор Центральной Азии. Летом 1910 Корженевскому в верховьях реки Муксу с одной из памирских вершин неожиданно открылся вид на красивую гору. «Вершину я хотел бы назвать пиком Евгении в честь моего друга, которому я так многим обязан по своим поездкам», — записал исследователь в свой дневник. Название «Пик Евгении» было нанесено на карты Памира в 1927.
Город Фергана решением русского правительства в 1910 году был переименован в Скобелев. В 1912 офицер Корженевский получил назначение в Скобелев (Фергану). Семья переехала из Оша на новое место службы и летом этого же года отправилась в новое путешествие по Памиру.
Когда супруги Корженевские остановились в Алтынмазаре, муж сделал 13 мая 1914 года в своём полевом дневнике, четыре года спустя после открытия пика Евгении Корженевской запись: «Я горел нетерпением увидеть вблизи себя Кара-сель и торопился снять общую картину с пиком Е. К. на заднем плане». Несложно догадаться, что «пиком Е. К.» Корженевский называет открытую им памирскую гору, которой он присвоил имя своей жены.

## Октябрьская революция 1917 года и Гражданская война
Сила духа Евгении помогла супругам выстоять и в непростые дни Октябрьской революции в октябре (ноябре) 1917 года и Гражданской войны в Туркестане. Представители новой советской власти с недоверием относились к Евгении — дочери полковника царской армии и жене тоже полковника. Для супругов Корженевских наступили трудные времена. Не было работы, не на что было жить. Муж Николай испытывал тяжёлое душевное смятение. Супругам помог директор «школы старшей ступени» в Фергане Яхонтов, хорошо относившийся к чете Корженевских. Он пригласил Николая Леопольдовича на должность учителя физики, туркестановедения и космографии, а Евгении Сергеевне предоставил в школе место учительницы немецкого и французского языков.
Выпускник Николаевской академии Генерального штаба, профессиональный военный полковник-интендант Николай Корженевский был замечен Михаилом Фрунзе. Он предложил в 1920 отставному полковнику возглавить службу снабжения Туркестанского фронта Рабоче-крестьянской Красной армии. Николай Корженевский колебался в принятии какого-либо решения. Жена Евгения убедила мужа принять это предложение. Как бывший офицер — полковник «царской» армии или, как принято было тогда говорить — «золотопогонник», Николай Корженевский в любое время мог быть арестован органами Чрезвычайной комиссии и расстрелян. После долгих размышлений Николай внял доводам жены и принял предложение Фрунзе. Как «военспец» — военный специалист, кадровый военный «старой» армии, Николай Корженевский в частях РККА стал Начальником снабжения Туркестанского фронта. Это позволило семье Корженевских улучшить своё материальное положение и избежать репрессий со стороны органов ВЧК.
В должности начснаба фронта Николай Леопольдович проработал около десяти лет до 1928, после чего его направили на военно-педагогическую работу по подготовке кадров РККА.
Одновременно с военным назначением Николай Корженевский вошёл в состав организационной ячейки по формированию военного факультета в Туркестанском университете. Квалификационная Комиссия университета утвердила отставного полковника в должности профессора по кафедре географии. Семья Корженевских переехала в Ташкент.

## Педагогическая деятельность
Евгения Корженевская работала педагогом в учебных заведениях Оша, Ферганы, Ташкента. В преклонном возрасте Евгения Сергеевна помогала школьникам в изучении французского и немецкого языков, а также интересовалась всем, что связано с географией Памира.
Евгения также помогала в педагогической деятельности своего мужа, будучи его секретарём и редактором учебных планов, лекций и учебных пособий.

## Научные открытия
Вместе с мужем открыла ранее неизвестный горный проход в Алайскую долину, который был назван супругами Корженевскими «перевал Кальтабоз». Легкодоступный и удобный перевал имел важное военно-стратегическое значение для закрепления владений Российской империи на Памире.

## Память
В 1910 открытому им на Памире красивому горному пику Николай Корженевский дал имя своей жены — «Пик Евгении» и нанес гору на географическую карту. Долгое время географы мира не знали, в честь какой женщины названа памирская вершина. Позднее, когда история открытия горы и её наименования стали широко известны, географы СССР переименовали вершину в «Пик Евгении Корженевской». Постановлением Правительства Таджикистана от 27.05.2020 № 282 пик Корженевской переименован в «пик Озоди» (тадж. Қуллаи Озодӣ, «пик Свободы»).
Министерство связи СССР выпустило цветную прямоугольную почтовую марку «Пик Евгении Корженевской» в серии «Высочайшие альпинистские горы Советского Союза»[значимость факта?].